# بال‌فنجانی سینه‌پولکی
بال‌فنجانی سینه‌پولکی (نام علمی: Pnoepyga albiventer) نام یک گونه از سرده بال‌فنجانی‌ها است.